# غولو
غولو (بالإنجليزية: Gulu)‏ هي مدينة في الإقليم الشمالي لأوغندا. يبلغ عدد سكان المدينة 152,276 نسمة حسب إحصاء 2014.

## الموقع
تقع بلدة جولو في شمال غرب أوغندا على بعد حوالي 175 ميل (285 كيلومتر) شمال العاصمة كامبالا. وترتفع البلدة عن سطح البحر بمقدار يناهز 3,600 قدم (حوالي 1,100 متر).

## السكان
بلغ عدد سكان المدينة 119,430 نسمة حسب إحصاء 2002. في 2010، قدر مكتب الإحصاء الأوغندي (UBOS) عدد السكان في 149,900 نسمة. في 2011، قدر المكتب إجمالي سكان المدينة منتصف السنة في حوالي 154,300 نسمة. في أغسطس 2014، حدد إحصاء السكان العدد في 152,276 نسمة.

## المناخ
مناخ غولو مناخ استوائي رطب وجاف (Aw) اعتمادا على تصنيف كوبن للمناخ.
| البيانات المناخية لـغولو          | البيانات المناخية لـغولو | البيانات المناخية لـغولو | البيانات المناخية لـغولو | البيانات المناخية لـغولو | البيانات المناخية لـغولو | البيانات المناخية لـغولو | البيانات المناخية لـغولو | البيانات المناخية لـغولو | البيانات المناخية لـغولو | البيانات المناخية لـغولو | البيانات المناخية لـغولو | البيانات المناخية لـغولو | البيانات المناخية لـغولو |
| الشهر                             | يناير                    | فبراير                   | مارس                     | أبريل                    | مايو                     | يونيو                    | يوليو                    | أغسطس                    | سبتمبر                   | أكتوبر                   | نوفمبر                   | ديسمبر                   | المعدل السنوي            |
| --------------------------------- | ------------------------ | ------------------------ | ------------------------ | ------------------------ | ------------------------ | ------------------------ | ------------------------ | ------------------------ | ------------------------ | ------------------------ | ------------------------ | ------------------------ | ------------------------ |
| متوسط درجة الحرارة الكبرى °م (°ف) | 32.1 (89.8)              | 32.3 (90.1)              | 31.2 (88.2)              | 29.3 (84.7)              | 28.2 (82.8)              | 27.7 (81.9)              | 26.7 (80.1)              | 26.9 (80.4)              | 28.1 (82.6)              | 28.7 (83.7)              | 29.7 (85.5)              | 30.4 (86.7)              | 29.3 (84.7)              |
| المتوسط اليومي °م (°ف)            | 24.2 (75.6)              | 24.6 (76.3)              | 24.3 (75.7)              | 23.4 (74.1)              | 22.8 (73.0)              | 22.3 (72.1)              | 21.6 (70.9)              | 21.7 (71.1)              | 22.3 (72.1)              | 22.5 (72.5)              | 23 (73)                  | 23.2 (73.8)              | 23.0 (73.4)              |
| متوسط درجة الحرارة الصغرى °م (°ف) | 16.4 (61.5)              | 17 (63)                  | 17.5 (63.5)              | 17.6 (63.7)              | 17.4 (63.3)              | 16.9 (62.4)              | 16.5 (61.7)              | 16.5 (61.7)              | 16.5 (61.7)              | 16.4 (61.5)              | 16.4 (61.5)              | 16.1 (61.0)              | 16.8 (62.2)              |
| الهطول مم (إنش)                   | 17 (0.7)                 | 32 (1.3)                 | 88 (3.5)                 | 164 (6.5)                | 182 (7.2)                | 146 (5.7)                | 159 (6.3)                | 217 (8.5)                | 179 (7.0)                | 185 (7.3)                | 102 (4.0)                | 36 (1.4)                 | 1٬507 (59.4)             |
| [بحاجة لمصدر]                     |                          |                          |                          |                          |                          |                          |                          |                          |                          |                          |                          |                          |                          |

## أعلام
- باتريك اوشان